# Luís Oyama
Luís Felipe Oyama (São José do Rio Preto, 30 januari 1997) is een Braziliaans voetballer die onder contract ligt bij Botafogo FR.

## Carrière
Oyama maakte op 24 juli 2015 zijn profdebuut in het shirt van Mirassol FC: in de Copa Paulista-wedstrijd tegen Rio Preto EC viel hij in de tweede helft in. De club leende hem later uit aan SC Atibaia, AA Ponte Preta en Botafogo FR. Die laatste club nam hem uiteindelijk definitief over van Mirassol.